# Apogonia brevisetosa
Apogonia brevisetosa är en skalbaggsart som beskrevs av Moser 1913. Apogonia brevisetosa ingår i släktet Apogonia och familjen Melolonthidae. Inga underarter finns listade i Catalogue of Life.